# Fiji nos Jogos Paralímpicos
Fiji participou pela primeira vez dos Jogos Paralímpicos em 1964. Por outro lado, Fiji nunca competiu nos Jogos Paralímpicos de Inverno.